# Gregori de Tours
Gregori de Tours (Clarmont d'Alvèrnia, ca. 538 - Tours, 17 de novembre de 594) va ser un historiador i hagiògraf gal·loromà i bisbe de Tours.És venerat com a sant per l'Església catòlica. Va ser el principal responsable de la difusió del culte a sant Martí de Tours durant l'Edat Mitjana.

## Biografia
Va néixer com a Georgius Florentinus Gregorius a Clarmont, a la Gàl·lia central, de pares de descendència senatorial i de la classe alta gal·loromana. Va rebre una educació cristiana, ignorant les arts liberals i els clàssics llatins. Encara que els hagués llegit, renegava de les seves "faules mentideres" que podien interferir en la fe.
Entre 543 i 546 és testimoni d'una violent epidèmia de pesta que afectà la Gàl·lia, Itàlia i Hispània. El 573 esdevé bisbe de Tours. La major part de la seva vida la passà en aquesta ciutat, encara que va visitar París.
Va viure el pas de l'antiguitat clàssica decadent a la nova cultura bàrbara de l'Alta Edat Mitjana, i en un lloc fronterer entre la regió gal·loromana del sud de la Gàl·lia i la regió franca dels merovingis al nord. La situació de Tours, a la riba del Loira, riu navegable, i a la cruïlla de cinc importants vies, va convertir-la en un important focus d'intercanvi cultural. Gregori va saber explotar aquest fet i va convertir la ciutat en el centre del pelegrinatge del culte a Sant Martí de Tours.
Gregori va conèixer quatre reis francs: Sigebert I, Khilperic I, Guntram i Khildebert I, a més de bona part de les figures principals de la seva societat, tenint-hi una gran influència.

## Obres

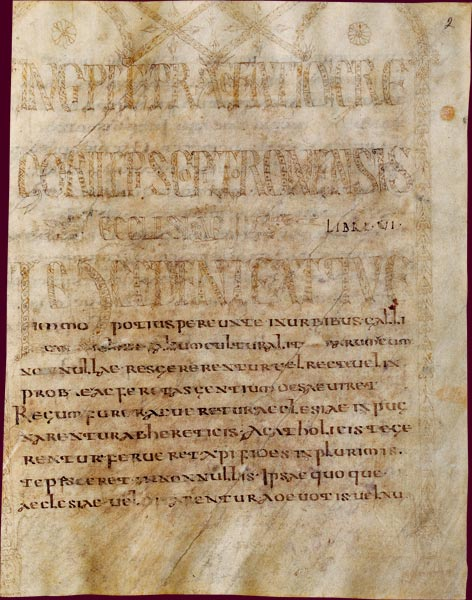
Manuscrit de la Historia Francorum, s. VII (París, Bibliothèque nationale, Ms Latin 17655)

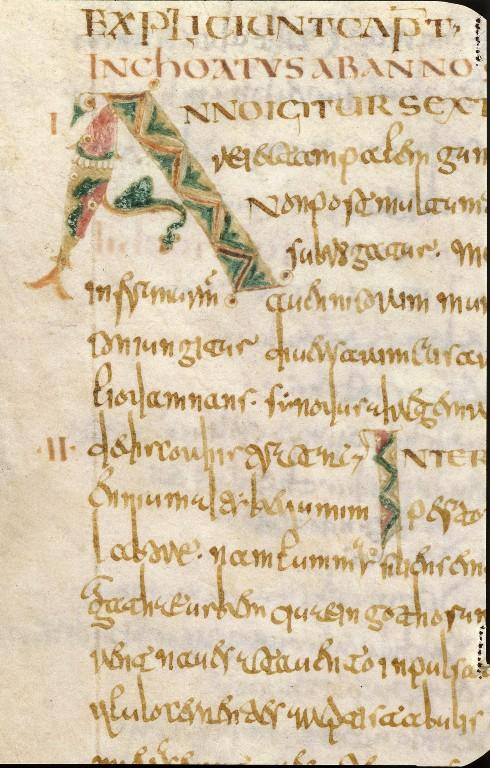
Manuscrit de la Historia Francorum, s. VII (París, BNF, Ms Latin 17655)

Gregori feia un servir un estil literari propi del llatí tardà, incert, amb una gramàtica ruda i molt influïda per les llengües bàrbares, amb nombroses paraules germàniques i franques, però de gran vitalitat. La seva obra és la principal font contemporània per a la història dels merovingis. La seva obra més coneguda és la Historia Francorum o Gesta Francorum (Història o Gesta dels francs), en deu llibres. També són conegudes les seves vides de sants, especialment la de Sant Martí.

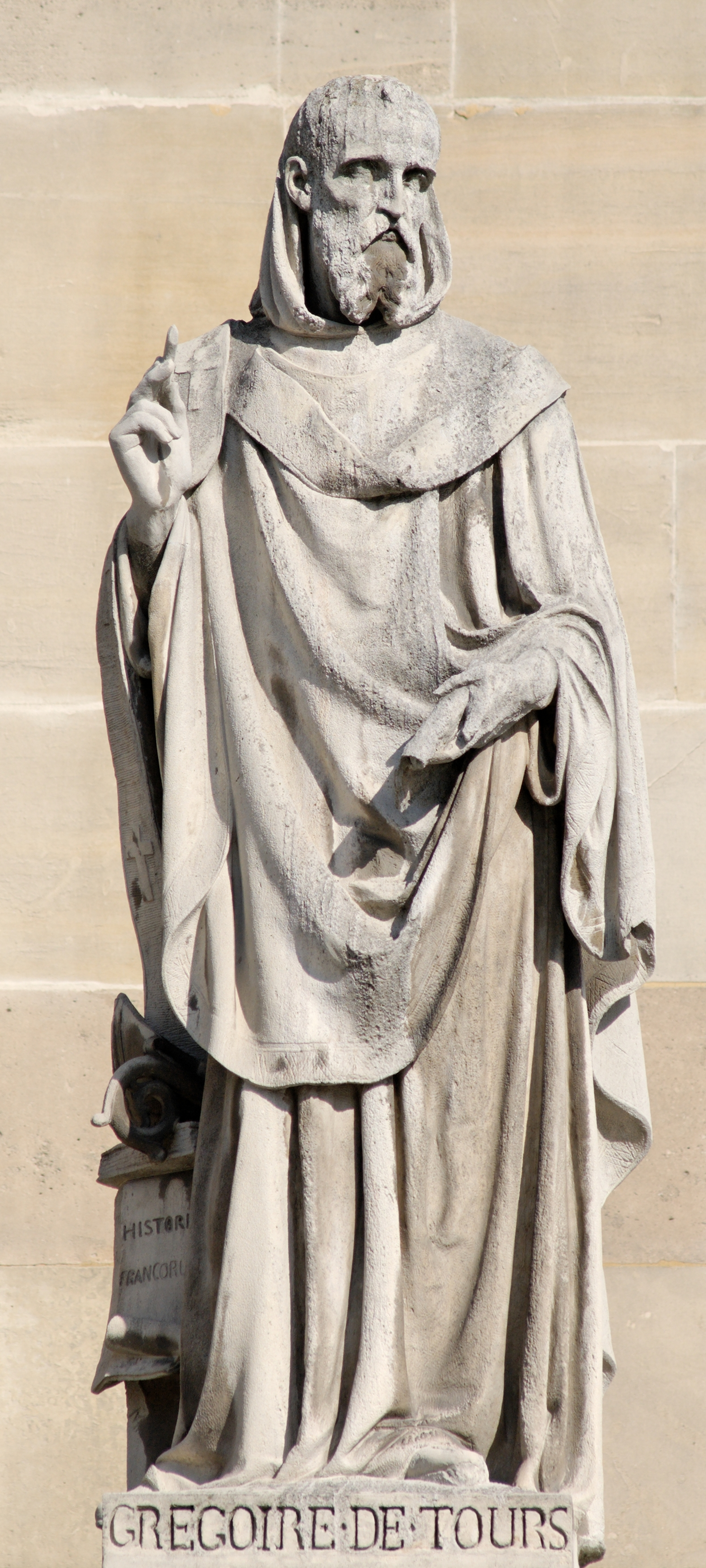
Escultura del s. XIX (París, Palau del Louvre)

- Antiphona de SS. Medardo et Gildardo
- De cursu stellarum ratio (575)
- De miraculis beati Andreae apostoli
- In gloria martyrum o De gloria martyrum
- De vita patrum o Vitae patrum
- Historia Francorum (574-593)
- In psalterii tractatum commentarium o In psalterii tractatu
- Miracula o Miraculorum (575)
- Passio S. Iuliani martyris
- Passio sanctorum septem dormientium
- Vita S. Aridii abbatis
- Vitae SS. Manilii et Albini.

### Historia Francorum
Els quatre primers llibres expliquen la història del món des de la creació, detenint-se en la cristianització de la Gàl·lia, la conversió dels francs, les conquestes de Clodoveu I i la història dels reis francs fins a la mort de Sigebert el 575. La segona part, llibres V-VI, es tanca amb la mort de Khilperic el 584. La tercera part, composta pels llibres VII-X, narra la resta, fins al 591, i és la part més personal. Hi ha un epíleg del 594, any que va morir Gregori.
Probablement, molts fets estan arranjats per agradar als patrons de l'autor, els reis francs, ja que aquests apareixen tractats generosament. Reflecteix també la posició d'un bisbe catòlic en aquell moment: la condemna de l'arrianisme, llavors molt present entre els visigots), el porta a fer una digressió sobre la naturalesa de Crist. Igualment, en el context de l'època, s'ha de llegir el seu menyspreu pel paganisme i el judaisme.
Com a curiositat, considera que Cuix, fill de Noè, és el creador dels ídols falsos i que va acabar fundant el zoroastrisme.

## Llegenda del Concili de Mâcon
A Gregori se li atribueix la llegenda d'un suposat concili a Mâcon. Segons aquesta llegenda, l'Església Catòlica va organitzar un concili per tal d'establir si la dona tenia o no ànima. Després de debatre llargament sense arribar a un acord, els bisbes van fer una votació, amb una urna amb boles blanques i negres. Els "favorables", que sostenien que les dones tenen ànima, van guanyar només per un vot (o dos, segons altres versions).
La llegenda va néixer al clima anticlerical del segle xix i és falsa. S'originà al fet que a Mâcon va haver-hi un sínode el 585, on va intervenir Gregori. El sant bisbe explica que en una pausa entre les sessions, un bisbe va proposar una qüestió: si quan la Bíblia diu en llatí "homo", ha de traduir-se com a "home" en el sentit de "persona" o "ésser humà", sense sexe, o si s'ha de traduir com a "home", sinònim de "vir", o sigui, "mascle". Els bisbes van optar per la primera opció, citant el Gènesi (Gen., 1, 27) quan diu: "Déu creà l'home, mascle i femella els creà", que comprèn, doncs, els dos sexes. L'episodi només va tenir, per tant, un caire lingüístic.